# Teatre de la Marina
|  | No s'ha de confondre amb Cine Marina. |

El Teatre de la Marina va ser un sala d'exhibició d'espectacles ubicat al Passeig Nacional (avui dia de Joan de Borbó) del barri de La Barceloneta de Barcelona. Va ser inaugurat el dissabte, 7 de març de 1908. El seu tancament i enderroc definitiu va coincidir amb l'obertura del carrer de Balboa. S'hi van fer activitats (també cinema, mítings, conferències...) fins al 1928.